# Acrocomia hassleri
Acrocomia hassleri là loài thực vật có hoa thuộc họ Arecaceae. Loài này được (Barb.Rodr.) W.J.Hahn mô tả khoa học đầu tiên năm 1991.